# کارخانه تولید نیم‌رساناها

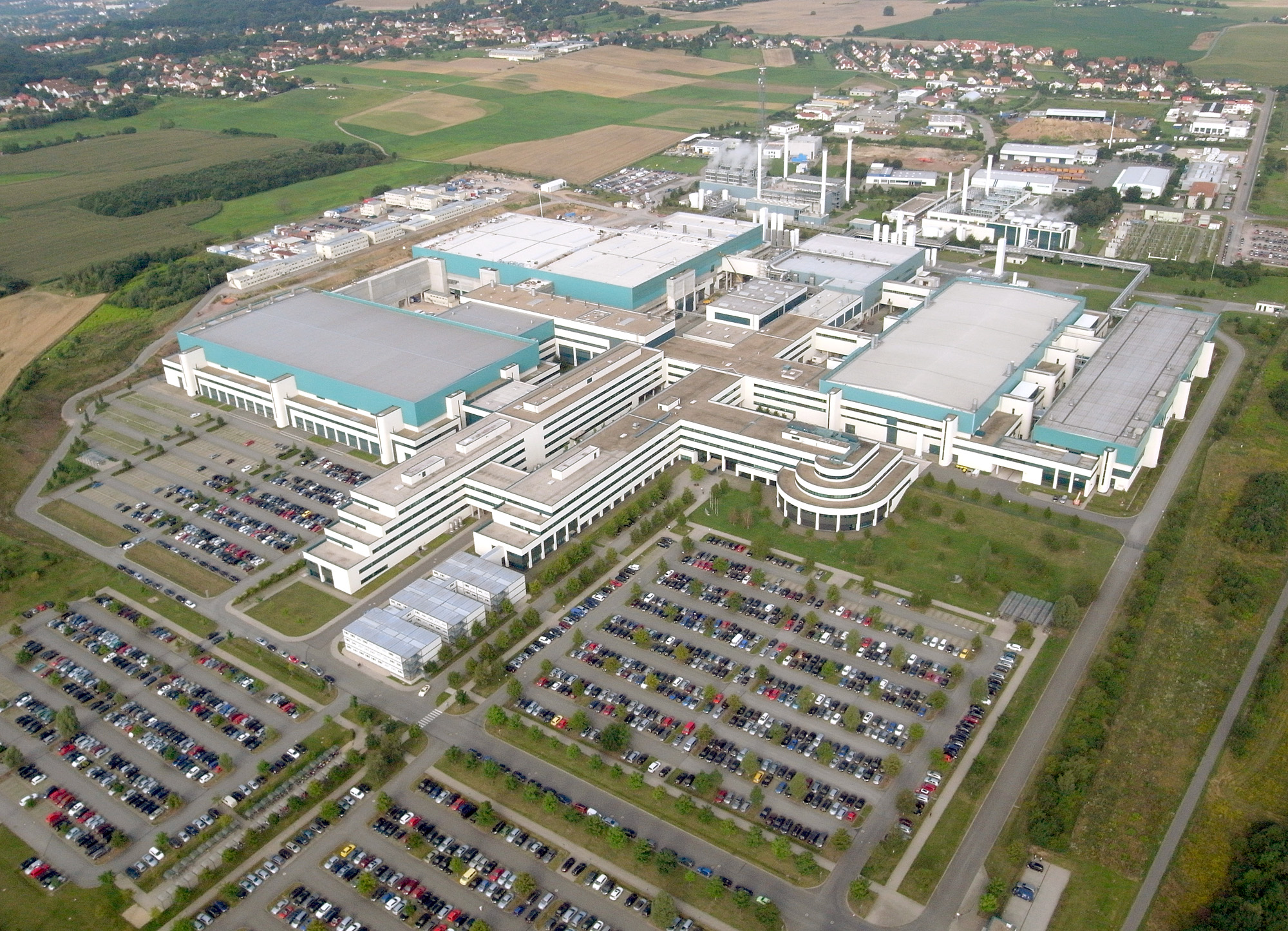
گلوبال‌فوندریز تولیدگاه ۱ در درسدن، آلمان. در خانه‌های مربعی بزرگ اتاق‌های تمیز بزرگ جای گرفته‌است.

در صنعت میکروالکترونیک کارخانه نیم‌رسانا (که به آن ریخته‌گری نیم‌رساناها هم گفته‌اند) کارخانه‌ای است برای ساخت ادوات نیم‌رسانا.
این کارخانه‌ها گاه به منظور ساخت طرح‌های شرکت‌های دیگر مانند شرکت‌های نیم‌رسانای بدون‌ساخت فعالیت می‌کنند. اگر کارخانه تولید نیم‌رساناها طرح‌های خاص خود را نیز تولید نکند، به عنوان یک ریخته‌گری نیم‌رسانای تک‌محصولی شناخته می‌شود. وقتی یک کارخانه ریخته‌گری طرح‌های خاص خود را تولید می‌کند، به عنوان یک سازنده افزاره یکپارچه (IDM) شناخته می‌شود.

کارخانه‌های نیم‌رسانا به دستگاه‌های گران‌قیمت زیادی نیاز دارند. هزینه ساخت یک کارخانه جدید را از یک تا ۴ میلیارد دلار آمریکا برآورد می‌کنند. تی‌اس‌ام‌سی ۹٫۳ میلیارد دلار در تأسیسات تولید ویفر فب۱۵، ۳۰۰ میلی‌متری خود در تایوان سرمایه‌گذاری کرد. برآوردهای همین شرکت نشان می‌دهد که هزینه آینده این تولیدگاه ممکن است ۲۰ میلیارد دلار بشود.

## یادداشت
1. ↑  Brown, Clair; Linden, Greg (2011). Chips and change: how crisis reshapes the semiconductor industry (1st ed.). Cambridge, Mass.: MIT Press. ISBN 978-0-262-51682-2.
2. ↑  Mutschler, Ann Steffora (2008). "Pure-play foundries comprise 84% of market, IC Insights says". Electronics News. Australia: Reed Business Information Pty Ltd, a division of Reed Elsevier Inc.
3. ↑  Begins Construction on Gigafab In Central Taiwan بایگانی‌شده  در ۲۰۱۲-۰۱-۲۹ توسط Wayback Machine, issued by TSMC, 16 July 2010
4. ↑  "TSMC says 3nm plant could cost it more than $20bn - TheINQUIRER". theinquirer.net. Archived from the original on 12 October 2017. Retrieved 26 April 2018.

## برای مطالعهٔ بیشتر
- «سازندگان تراشه پسماندهای خود را تماشا می‌کنند»، وال استریت ژورنال، ۱۹ ژوئیه ۲۰۰۷، ص. B3